# Marché-Allouarde
Marché-Allouarde è un comune francese di 75 abitanti situato nel dipartimento della Somme nella regione dell'Alta Francia.

## Società

### Evoluzione demografica
Abitanti censiti